# 올 루커스
앨버트 "올" 루커스 (Albert "Al" Lucas, 1978년 9월 1일 ~ 2005년 4월 10일)는 미국의 미식축구 선수이며, 포지션은 디펜시브 태클이다.

## 생애
2000년 내셔널 풋볼 리그의 캐롤라이나 팬서스에서 프로 무대에 데뷔했으며, 2003년 자유 계약으로 실내 미식축구의 탬파베이 스톰으로 이적했다. 이적 이후 실내 미식축구 올 루키 팀에 지명되는 등 뛰어난 활약을 펼쳤으며, 그 해 10월 3년 계약으로 로스앤젤레스 어벤저스로 이적했다.
2005년 4월 10일 뉴욕 드래곤즈와의 경기 도중 코리 존슨에게 태클을 당한 뒤 혼수상태에 빠졌으며, 스테이플스 센터에서 응급치료를 받은 뒤 캘리포니아 의료 센터로 옮겨 집중치료를 받았으나 결국 척수손상으로 사망했다.